# Ro-34
Ro-34 — підводний човен Імперського флоту Японії, який брав участь у Другій світовій війні.

## Передвоєнна історія
Корабель, який спорудили на верфі Mitsubishi в Кобе, належав до типу Kaichū VI (також відомий як клас Ro-33).
Станом на грудень 1941 року Ro-34 належав до 21-ї дивізії підводних човнів.

## Бойова служба
18—24 грудня 1941-го Ro-34 перейшов з Сасебо (західне узбережжя острова Кюсю) до в'єтнамської бухти Камрань. 28 грудня човен вийшов звідси у свій перший бойовий похід до протоки Карімата (веде з Південнокитайського до Яванського моря між південно-східною частиною Борнео та островом Белітунг). Тут він не досягнув якихось успіхів та 11 січня 1942-го повернувся в Камрань.
31 січня 1942-го Ro-34 вирушив у похід, при цьому за кілька діб дістав наказ змінити район патрулювання з північного входу до протоки Ломбок на північні підходи до Зундської протоки (ведуть з Яванського моря в Індійський океан східніше та західніше острова Ява відповідно). 5 лютого човен зустрів загін із двох крейсерів та есмінця, після чого випустив по ньому чотири торпеди, проте не поцілив. 20 лютого Ro-34 повернувся до Камрані.
27 лютого 1942-го човен знову попрямував до Яви, тільки цього разу діяв у Індійському океані біля протоки Ломбок та південного узбережжя острова. У районі Чілачапу з Ro-34 помітили корабель, ідентифікований як корвет, та розпочали маневр ухилення, під час якого човен заплутався в сітях (чи то протичовнових, чи то рибальських). Після розрядки батарей Ro-34 сплив на поверхню, приготувавшись до артилерійського бою, проте навколо були тільки рибальські судна. У підсумку човен знову не досягнув успіху і 7 березня завершив похід у бухті Старінг-Бей (південно-східний півострів острова Целебес).
Невдовзі Ro-33 вирішили перевести для дій в Океанії і 22 березня — 3 квітня 1942-го човен пройшов на атол Трук у центральній частині Каролінських островів (тут ще до війни створили головну базу японського ВМФ у Океанії), а 15—18 квітня перейшов до Рабаула на східному завершенні острова Нова Британія (японці оволоділи цим пунктом ще в січні та перетворили його на головну передову базу для просування на Соломонові острови та схід Нової Гвінеї).
19—24 квітня 1942-го Ro-34 виходив із Рабаула з завданням провести рекогносцирування району біля південно-східного завершення Нової Гвінеї в межах підготовки операції по оволодінню Порт-Морсбі (південне узбережжя новогвінейського півострова Папуа). 1 травня човен рушив у повноцінний бойовий похід та 5 травня прибув у район Порт-Морсбі. Втім, після битви між авіаносними з'єднаннями, що відбулась 8 травня у Кораловому морі, японське командування скасувало операцію. Ro-34 полишив зону патрулювання і попрямував до Рабаула, а 19 травня прибув на Трук.
23—30 травня 1942-го човен пройшов до Сасебо на ремонт, а 9—27 липня здійснив перехід до Рабаула із зупинкою на Труці. 29 липня Ro-34 вийшов у похід у район мису Кейп-Йорк (австралійське узбережжя Торресової протоки, яка відділяє континент від Нової Гвінеї). Втім, тут він не досягнув якихось успіхів, а 7 серпня союзники здійснили висадку на сході Соломонових островів, що започаткувало шестимісячну битву за Гуадалканал. Як наслідок, Ro-34 дістав наказ прямувати до Гуадалканалу і 10 серпня прибув до північного узбережжя острова. 12 серпня човен контактував з японськими спостерігачами у Тайву-Пойнт (кілька десятків кілометрів на схід від місця ворожої висадки), а потім здійснив короткочасний обстріл району Лунга-Пойнт (в районі висадки). 16 серпня Ro-34 завершив похід у Рабаулі.
21 серпня 1942-го човен вирушив до Гуадалканалу із завданням провести рекогносцирування (на найближчі дні японське командування планувало доставку на острів великих підкріплень, що в підсумку вилилося в битву авіаносців біля східних Соломонових островів). 23 серпня Ro-34 випустив дві торпеди по американських штурмових транспортах біля Лунга-Пойнт, проте не поцілив, після чого був змушений ухилятись від контратаки глибинними бомбами. 26 серпня човен рекогносцирував острів Тулагі (навпроти північного узбережжя Гуадалканалу), а за кілька діб випустив дві торпеди по якійсь субмарині біля мису Есперанс (північно-західне завершення Гуадалканалу). 6 вересня Ro-34 повернувся у Рабаул.
З 27 вересня по 9 жовтня 1942-го човен здійснив безрезультатний вихід, під час якого відвідав райони Порт-Морсбі та острова Россел (східне завершення архіпелагу Луїзіади, що лежить біля південно-східного завершення Нової Гвінеї). 12 жовтня Ro-34 вирушив з Рабаула на Трук.
29 жовтня — 1 листопада 1942-го Ro-34 пройшов з Труку на якірну стоянку Шортленд (прикрита групою невеликих островів Шортленд акваторія біля південного завершення острова Бугенвіль, де зазвичай відстоювались бойові кораблі та перевалювались вантажі для відправлення їх далі на схід Соломонових островів), куди доправив знаряддя для диверсійних мінісубмарин, що за кілька тижнів розпочнуть атаки на ворожі кораблі біля Гуадалканалу. 2—3 листопада човен перейшов до Рабаула.
7 листопада 1942-го Ro-34 попрямував на патрулювання району на південний схід від острова Сан-Крістобаль (східні Соломонові острови), через який рухались до Гуадалканалу ворожі кораблі та судна. Тут човен не досягнув жодних успіхів і 27 листопада прибув на Трук, після чого 1—9 грудня пройшов до Сасебо для ремонту.
У середині січня 1943-го під час тестового занурення сталось потрапляння води в акумуляторну батарею, що призвело до отруєння хлором кількох осіб. Нарешті, 20 лютого Ro-34 полишив Сасебо та 4 березня прибув до Рабаула.
З 9 по 28 березня 1943-го човен здійснив безрезультатний похід до Гуадалканалу. 1 квітня Ro-34 знову вирушив на Соломонові острови із завданням на проведення метеорозвідки та порятунок пілотів у межах операції I-GO (кількаденні авіаційні атаки на кораблі та аеродроми союзників у регіоні).

## Останній похід
Вночі 5 квітня 1943-го поблизу південного узбережжя острова Шуазель (центральна частина архіпелагу) американські есмінці «О'Беннон» та «Стронг», що повертались після обстрілу японських позицій на Нью-Джорджії, встановили радарний контакт із якоюсь ціллю. «О'Беннон» наблизився для з'ясування ситуації і виявив ціль на такій відстані, що вже не було можливості ввести в дію артилерійське озброєння. Тоді командир американського корабля вирішив таранити підводний човен, щоб не дати йому зануритись, але в останній момент наказав змінити курс, оскільки все-таки не мав впевненості, що перед ними субмарина, а не мінний загороджувач. Тим часом підводний човен розпочав екстрене занурення, а «О'Беннон» нарешті зміг відкрити вогонь з артилерії, до чого приєднався і «Стронг». За спостереженням американців, їм вдалось досягнути одного влучання в бойову рубку. Після цього «О'Беннон» провів дві атаки глибинними бомбами, а вранці в цьому районі спостерігали нафтові плями.
Ввечері 7 квітня 1943-го північніше від острова Сан-Крістобаль (східні Соломонові острови), за чотири сотні кілометрів від місця бою 5 квітня, есмінець «Стронг», який тепер здійснював охорону загону крейсерів, виявив радаром ціль. Після зближення він освітив підводний човен та відкрив вогонь з артилерії (включно із зенітною), досягнувши, зокрема, трьох влучань снарядами головного калібру. Після занурення субмарини на неї скинули дві серії глибинних бомб, а пізніше на поверхні виявили уламки.
Якийсь із цих двох боїв — чи 5, чи 7 квітня — став останнім для Ro-34 та всіх 66 членів його екіпажу.